# Beatriz Fernández Ibáñez
Beatriz Fernández Ibáñez, també coneguda com a Bea Fernández, (Santander, Espanya 1985) és una jugadora d'handbol càntabra, guanyadora d'una medalla olímpica.
Membre del club Bera Bera de Sant Sebastià (País Basc) i Mar de Alicante (Alacant), va participar, als 27 anys, en els Jocs Olímpics d'Estiu de 2012 celebrats a Londres (Regne Unit), on va aconseguir guanyar la medalla de bronze en derrotar en el partit pel tercer lloc a la selecció de Corea del Sud.
Al llarg de la seva carrera ha aconseguit dues medalles de plata en els Campionats d'Europa d'handbol.